# Antequera

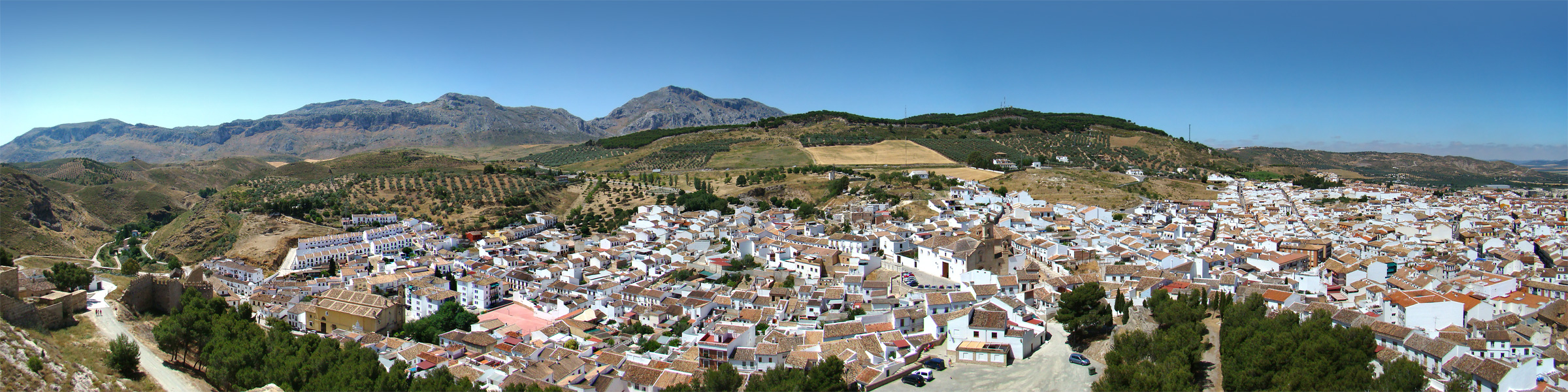
Antequera

Antequera là một đô thị trong tỉnh Málaga, cộng đồng tự trị Andalusia Tây Ban Nha. Đô thị này có diện tích là 749,34 ki-lô-mét vuông, dân số năm 2009 là 45.168 người với mật độ 60,28 người/km². Đô thị này có cự ly 45 km so với tỉnh lỵ Málaga, 160 so với Sevilla, 102 km so với Granada và 115 km so với Córdoba.